# Tir Planitia
La Tir Planitia è una pianura presente sulla superficie di Mercurio, a 1° di latitudine sud e 176,7° di longitudine ovest.
La planitia riprende nel nome il termine utilizzato in norvegese per designare il pianeta stesso. A suo volta la planitia diede per un breve periodo il nome alla maglia H-8, precedentemente nota come Phaethontias e attualmente come Tolstoj.